# Bihar
Bihar (Bhojpuri: विहार) es un estado de la República de la India. Su capital y ciudad más poblada es Patna. Está ubicado en el centronorte del país, limitando al norte con Nepal, al este con Arunachal Pradesh, al sur con Jharkhand y al oeste con Uttar Pradesh. Con 104 100 000 habitantes en 2011 es el tercer estado más poblado del país —por detrás de Uttar Pradesh y Maharastra— y con 1102 hab/km², el más densamente poblado.
El nombre Bihar es una corrupción de vihāra que significa ‘refugio’ o 'morada' , y por extensión ‘monasterio budista’. Bihar es parte del corazón de habla hindi.

## Historia
Bihar tiene una rica historia. En tiempos antiguos era conocida como Magadha. Su capital, Patna, llamada Pataliputra, fue el centro del Imperio Maurya que gobernó el subcontinente indio entre el año 325 a. C. y 185 d. C. El gobernante más conocido de esta dinastía fue el emperador Asoka.
Bihar mantuvo su importante papel en los siguientes años. Las universidades de Nalanda y Vikramshila está consideradas hoy en día como unas de las mejores del mundo.
Las diferentes agresiones extranjeras que llegaron a la India afectaron a la posición de Bihar. En el siglo XII, la zona fue conquistada por Muhammad Ghori. Durante los años 1557 y 1576, el emperador mogol Akbar, anexionó Bihar y Bengala a su imperio y convirtió a Bihar en una parte de Bengala. Con el declive de los mogoles, Bihar quedó bajo el control de los Nawabs de Bengala.
Tras la batalla de Buxar en 1765, la Compañía Británica de las Indias Orientales se quedó con los derechos de administración y recaudación de impuestos de Bihar, Bengala y Orissa. A partir de entonces, Bihar entró a formar parte de las zonas bajo control del Imperio británico. 

### SigloXX
En 1912 Bihar se convirtió en una provincia independiente. En 1935 algunas zonas pasaron a formar parte de Orissa. De nuevo, en 2000, 18 distritos administrativos de Bihar se separaron para formar el estado de Jharkhand.

## Economía
Bihar es un estado pobre. Cerca del 93% de su población trabaja en la agricultura en pequeñas superficies para obtener bajos ingresos. El Estado es también un importante proveedor de trabajadores inmigrantes.
Una gran proporción de la población de Bihar sufre de desnutrición. Más del 63% de las mujeres embarazadas de Bihar padecen anémia, cerca del 43% de los niños menores de 5 años sufren retraso en el crecimiento y el 41% tienen un peso inferior al normal, según datos del gobierno publicados en 2020.

## Religiones originadas en Bihar
Bihar es también el lugar en el que se originaron diversas religiones incluyendo el budismo y el jainismo. Buda (que nació en la localidad nepalesa de Lumbini) alcanzó la iluminación en Bodh Gaya, ciudad localizada en el moderno distrito de Gaya. Buda inició sus enseñanzas poco después de este suceso. Majavirá, fundador del jainismo, nació en Vaishali.

## Geografía

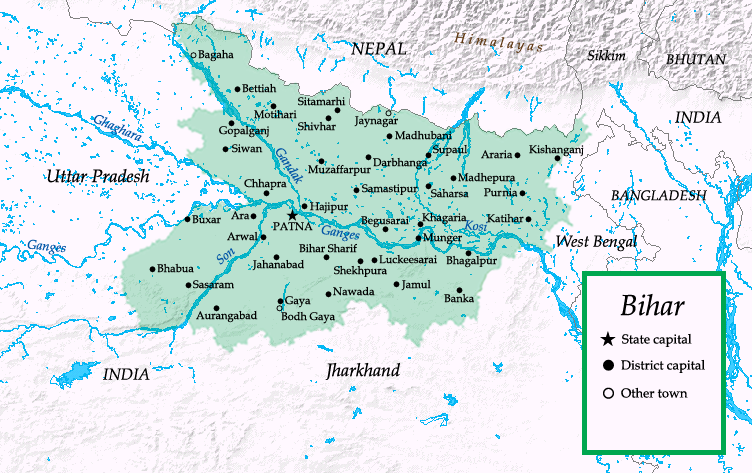
Ríos de Bihar.

Bihar está situado en una zona muy fértil. Está atravesado por diversos ríos como el Ganges, el Kosi, el Son o el Bagmati. Las zonas centrales del estado tienen algunas colinas de poca elevación. Es también uno de los estados más pobres de la India ya que posee muy pocas industrias.
La región ocupa una superficie de 94.163 km², un área similar a la de Castilla y León.

## Clima
El clima es caluroso en verano, con temperaturas que pueden llegar a los 45 °C, y templado en invierno con unas temperaturas mínimas de entre 5 y 10 °C. Los meses más cálidos son los de abril, mayo y junio, previos a la llegada del monzón.
Al menos 49 personas murieron el 16 de junio de 2019 en el estado de Bihar, azotado desde hace más de dos semanas por un calor extremo.

## Divisiones administrativas
El estado de Bihar se divide en 9 divisiones (्रमंडल), 38 distritos y 101 subdivisiones.
| División              | Habitantes (2011) | Capital     | N.º distritos | Distritos                      | Mapa |
| División de Patna     | 10 662 619        | Patna       | 6             | Distrito de Patna              |      |
| División de Patna     | 10 662 619        | Patna       | 6             | Distrito de Nalanda            |      |
| División de Patna     | 10 662 619        | Patna       | 6             | Distrito de Bhojpur            |      |
| División de Patna     | 10 662 619        | Patna       | 6             | Distrito de Rohtas             |      |
| División de Patna     | 10 662 619        | Patna       | 6             | Distrito de Buxar              |      |
| División de Patna     | 10 662 619        | Patna       | 6             | Distrito de Kaimur             |      |
| División de Tirhut    | 21 356 045        | Muzaffarpur | 6             | Distrito de Pashchim Champaran |      |
| División de Tirhut    | 21 356 045        | Muzaffarpur | 6             | Distrito de Purba Champaran    |      |
| División de Tirhut    | 21 356 045        | Muzaffarpur | 6             | Distrito de Muzaffarpur        |      |
| División de Tirhut    | 21 356 045        | Muzaffarpur | 6             | Distrito de Sitamarhi          |      |
| División de Tirhut    | 21 356 045        | Muzaffarpur | 6             | Distrito de Sheohar            |      |
| División de Tirhut    | 21 356 045        | Muzaffarpur | 6             | Distrito de Vaishali.          |      |
| División de Saran     | 9 819 311         | Chhapra     | 3             | Distrito de Saran              |      |
| División de Saran     | 9 819 311         | Chhapra     | 3             | Distrito de Siwan              |      |
| División de Saran     | 9 819 311         | Chhapra     | 3             | Distrito de Gopalganj          |      |
| División de Darbhanga | 15 652 797        | Darbhanga   | 3             | Distrito de Darbhanga          |      |
| División de Darbhanga | 15 652 797        | Darbhanga   | 3             | Distrito de Madhubani          |      |
| División de Darbhanga | 15 652 797        | Darbhanga   | 3             | Distrito de Samastipur         |      |
| División de Kosi      | 6 120 117         | Saharsa     | 3             | Distrito de Saharsa            |      |
| División de Kosi      | 6 120 117         | Saharsa     | 3             | Distrito de Madhepura          |      |
| División de Kosi      | 6 120 117         | Saharsa     | 3             | Distrito de Supaul             |      |
| División de Purnia    | 10 838 525        | Purnia      | 4             | Distrito de Purnia             |      |
| División de Purnia    | 10 838 525        | Purnia      | 4             | Distrito de Katihar            |      |
| División de Purnia    | 10 838 525        | Purnia      | 4             | Distrito de Araria             |      |
| División de Purnia    | 10 838 525        | Purnia      | 4             | Distrito de Kishanganj.        |      |
| División de Bhagalpur | 5 061 565         | Bhagalpur   | 2             | Distrito de Bhagalpur          |      |
| División de Bhagalpur | 5 061 565         | Bhagalpur   | 2             | Distrito de Banka              |      |
| División de Munger    | 9 362 742         | Munger      | 6             | Distrito de Munger             |      |
| División de Munger    | 9 362 742         | Munger      | 6             | Distrito de Jamui              |      |
| División de Munger    | 9 362 742         | Munger      | 6             | Distrito de Khagaria           |      |
| División de Munger    | 9 362 742         | Munger      | 6             | Distrito de Lakhisarai         |      |
| División de Munger    | 9 362 742         | Munger      | 6             | Distrito de Begusarai          |      |
| División de Munger    | 9 362 742         | Munger      | 6             | Distrito de Sheikhpura.        |      |
| División de Magadh    | 10 931 018        | Gaya        | 5             | Distrito de Gaya               |      |
| División de Magadh    | 10 931 018        | Gaya        | 5             | Distrito de Nawada             |      |
| División de Magadh    | 10 931 018        | Gaya        | 5             | Distrito de Aurangabad         |      |
| División de Magadh    | 10 931 018        | Gaya        | 5             | Distrito de Jehanabad          |      |
| División de Magadh    | 10 931 018        | Gaya        | 5             | Distrito de Arwal              |      |